# Гвоздев, Александр Николаевич
Алекса́ндр Никола́евич Гво́здев (1892—1959) — советский лингвист, доктор филологических наук, член-корреспондент АПН РСФСР.

## Биография
Александр Гвоздев родился 15 (27) марта 1892 года в селе Сивинь (ныне — Краснослободского района Мордовии). Окончил Московский университет в 1918 году.
После окончания университета до 1938 года Гвоздев работал в Пензе — в школе, в педагогическом училище и в Пензенском институте народного образования (позже этот институт был преобразован в педагогический техникум).
В 1921 году стал изучать пензенские говоры. Опубликовал «Диалектологический атлас Пензенской губернии».
В 1938 году по совокупности работ А. Н. Гвоздеву без защиты диссертации была присвоена учёная степень кандидата филологических наук.
С 1938 до 1959 года работал в Куйбышевском педагогическом институте, с 1944 по 1959 год — профессор этого института.
В 1943 году он защитил докторскую диссертацию «Формирование у детей грамматического строя русского языка» и получил степень доктора филологических наук.
В 1944 году Гвоздев получил звание профессора. В 1945 году А. Н. Гвоздев был избран членом-корреспондентом Академии педагогических наук РСФСР.
Племянница — лингвист Е. С. Скобликова (1924—2016).
Александр Николаевич Гвоздев умер в декабре 1959 года в городе Куйбышеве.
Он стал одним из первопроходцев в области изучения онтогенеза языка (то есть усвоения родного языка ребёнком) и таким образом предшественником современной онтолингвистики. Гвоздев разработал теорию основных и второстепенных значений букв с учётом алфавитных значений букв и тех звуковых значений, которые появляются у буквы в тексте.
К 70-летию учёного посмертно была издана книга «Избранные работы по орфографии и фонетике» (М.: АПН РСФСР, 1963).

## Основные работы
Основные работы А. Н. Гвоздева посвящены фонетике, фонологии, стилистике, графике, орфографии, морфонологии (правда, без использования этого термина), диалектологии, детской речи. Этим проблемам посвящены монографии «О фонологических средствах русского языка» (М., 1949), «Основы русской орфографии» (М.; Л., 1947, М., 1950, М., 1951, 1953, 1954), «Об основах русского правописания: В защиту морфологического принципа русской орфографии» (М., 1961).

### Книги
- «Усвоение ребёнком родного языка», сб. «Детская речь», изд. Московского института экспериментальной психологии, 1927, с. 50—114.
- «Усвоение ребёнком звуковой стороны русского языка» М.-Л.: 1948
- «Формирование у ребёнка грамматического строя русского языка», в 2 томах; издательство АПН РСФСР, 1949 (переиздание 1961)
- «О фонологических средствах русского языка», Сборник статей, М.—Л., издательство АПН РСФСР, 1949. 167 с.
- «Значение изучения детского языка для языковедения»
- «Основы русской орфографии»
- «Современный русский литературный язык» (Учпедгиз, Просвещение: 1958, 1961, 1967—1968, 1973)
- «Типы великорусских говоров Пензенской губернии»
- «Диалектологический атлас Пензенской губернии»
- «Сборник упражнений по современному русскому языку» М.—Л., Учпедгиз, 1947. 160 с. (рекомендовалось в программах по русскому языку для пединститутов); изд. 2-е, испр.
- «Очерки по стилистике русского языка» М., Изд-во АПН РСФСР, 1952. 336 с. (рекомендовалось в программах по русскому языку для пединститутов); изд. 2-е, М., Учпедгиз, 1955. 463 с.
- «Вопросы изучения детской речи». М.: 1961.

#### Посмертные издания
- Гвоздев А. Н. От первых слов до первого класса. Дневник научных наблюдений. Саратов: Издательство Саратовского университета, 1981. ()
- Гвоздев А. Н. Избранные работы по орфографии и фонетике. М.: АПН РСФСР, 1963.
- От первых слов до первого класса: Дневник научных наблюдений / Подготовка к печати и научное редактирование Е. С. Скобликовой. М.: УРСС (КомКнига), 2005. 320 с.
- Вопросы изучения детской речи. Изд-во «Детство-пресс». СПб, Изд-во «Творческий центр Сфера». М., 2007. 470 с.
- Очерки по стилистике русского языка. М.: УРСС (КомКнига). 2005. 408 с.
- Современный русский литературный язык: Теоретический курс. Часть I. Фонетика и Морфология / Под редакцией Е. С. Скобликовой. М.: УРСС (КомКнига). 2007
- Современный русский литературный язык: Теоретический курс. Часть II. Синтаксис / Под редакцией Е. С. Скобликовой. М.: УРСС (КомКнига). 2007
- Избранные работы по орфографии и фонетике. М.: УРСС (КомКнига). 2007

### Публикации онлайн
- К 110-летию А. Н. Гвоздева. Самарский университет